# Argogorytes mystaceus
Argogorytes mystaceus (Linnaeus, 1761) — вид песочных ос из подсемейства Bembicinae (триба Bembicini).

## Распространение
Европа. Сибирь, Дальний Восток. Япония, Корея, Китай, Турция.

## Описание
Среднего размера осы: 10—14 мм (самки) и 8—11 мм (самцы). Тело чёрное с развитым жёлтым или белым рисунком, напоминают некоторых одиночных ос Eumeninae. Плечевые бугры, мезоплевры и щитик чёрные. Голени чёрные, лапки темно-бурые. Гнездятся в земле. Личинок кормят мелкими цикадками и пенницами (Philaenus и Aphrophora). Летают в поколении с середины мая до середины августа. Среди их естественных врагов есть паразитоиды осы-кукушки Nysson.